# 김명숙 (1965년)
김명숙(金明淑, 1965년 5월 16일 ~ , 청양군 대치면)은 대한민국 충청남도의회 의원이다.

## 학력
- 청양수정초등학교
- 청신여자중학교
- 청양여자상업고등학교
- 한국방송통신대학교 문화교양학과 졸업
- 공주대학교 문화유산대학원 문화유산학 석사

## 경력
- 뉴스청양 편집국장
- 1990 ~ 2004: 청양신문 기자
- 충청남도 문화관광해설사
- 2006.07 ~ 2010.06: 제5대 청양군의회 의원
- 2010.07 ~ 2014.06: 제6대 청양군의회 의원
- 충청남도평생교육진흥원 원장
- 마을문화연구소 책임연구원
- 2018년 7월 1일 ~ 2022년 6월 30일: 제11대 충청남도의회 의원
- 2022년 7월 1일 ~ 2024년 2월 29일: 제12대 충청남도의회 의원
  - 제12대 충청남도의회 전반기 기획경제위원회 위원장
  - 제12대 충청남도의회 전반기 충청남도 인삼약초산업 활성화를 위한 특별위원회 위원

## 선거법 위반
- 2024년 2월 29일 '선거운동원 규정외 추가수당' 김명숙 충남도의원 당선무효 확정

## 역대 선거 결과
|  | 13.33% |

|  | 21.60% |

|  | 16.49% |

|  | 53.24% |

|  | 48.63% |